# Guys and Dolls Like Vibes
Guys and Dolls Like Vibes è il quarto album a nome della The Eddie Costa Quartet, pubblicato dalla Coral Records nel 1958.

## Tracce
Brani composti da Frank Loesser
Lato A
1. Guys and Dolls – 6:43 – Registrato il 15 gennaio 1958 a New York City, New York
2. Adelaide – 8:27 – Registrato il 17 gennaio 1958 a New York City, New York
3. If I Were a Bell – 5:06 – Registrato il 17 gennaio 1958 a New York City, New York

Durata totale: 20:16
Lato B
1. Luck Be a Lady – 6:20 – Registrato il 16 gennaio 1958 a New York City, New York
2. I've Never Been in Love Before – 6:58 – Registrato il 16 gennaio 1958 a New York City, New York
3. I'll Know – 6:04 – Registrato il 15 gennaio 1958 a New York City, New York

Durata totale: 19:22

## Musicisti
- Eddie Costa - vibrafono
- Bill Evans - pianoforte
- Wendell Marshall - contrabbasso
- Paul Motian - batteria